# Barongarook
 (octobre 2022).
Barongarook est une localité rurale de l'État du Victoria, en Australie, située dans le Shire de Colac Otway.

## Population
Au recensement de 2016, Barongarook comptait 434 habitants.